# Pegomastax
Pegomastax ("mascella forte") è un genere di dinosauro erbivoro estinto appartenente alla famiglia dei heterodontosauridae, ritrovato negli strati rocciosi dell giurassico inferiore, in Sudafrica (Hettangiano-Sinemuriano, circa 200 a 190 milioni di anni fa); dagli studi effettuati, l'esemplare non superava i 60 cm di lunghezza.

## Descrizione

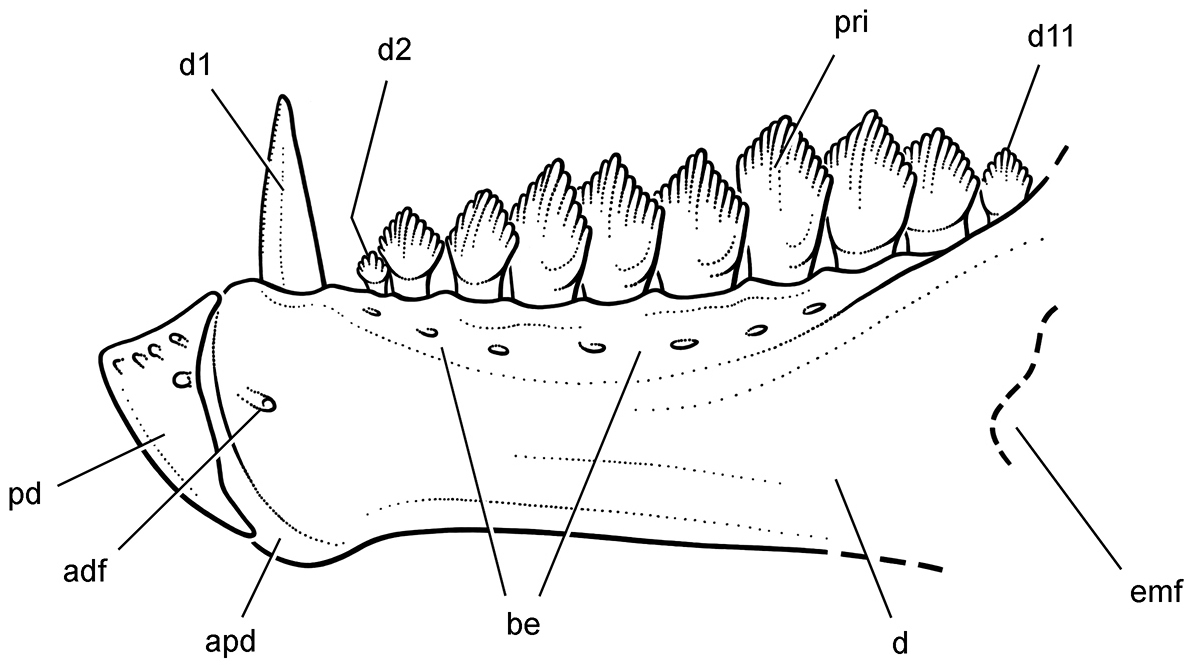
Ricostruzione della mandibola inferiore

Il genere si basa sull'olotipo SAM-PK-K10488, raccolto nel corso di una spedizione tra il 1966 e il 1967, da Paul Sereno, che riconobbe nel reperto qualcosa di curioso fino a quando non pubblicò nel 1980 una descrizione. L'esemplare non venne formalmente nominato e descritto fino al 2012 dallo stesso Sereno.
Pegomastax differiva da altri heterodontosauridi dai dettagli del cranio. La mascella inferiore era robusta, con un breve becco che ricorda quello dei pappagalli. Come la maggior parte degli altri membri della sua famiglia, Pegomastax aveva dei canini più sviluppati in confronto agli altri denti della sua "bocca", che possono avere avuto una funzione difensiva.